# IPod mini
L'iPod mini è un lettore digitale di audio sviluppato e commercializzato dalla Apple Inc..
È stata interrotta la produzione il 7 settembre 2005, per poi essere rimpiazzato con l'iPod nano.

## Caratteristiche
L'iPod mini misura 91 per 51 per 14 millimetri e pesa 103 grammi. Al di sopra della rotella è presente uno schermo LCD monocromatico 138x110 pixel, il quale mostra un menù e le varie informazioni della traccia audio in riproduzione.
Monta la stessa rotella touch dell'iPod di terza generazione, anche se, invece che avere quattro bottoni posizionati sopra la rotella, essi sono stati ridisegnati come interruttori meccanici al di sotto di quest'ultima. Per usare uno dei quattro bottoni, l'utente doveva premere fisicamente i bordi interni della rotella, sopra uno dei quattro pulsanti. Come la precedente, la rotella è stata disegnata dalla Synaptics per Apple.
Sotto l'iPod mini si trova l'aggancio per il connettore proprietario, che consente di collegare l'iPod al computer tramite USB o FireWire. Nella parte superiore dell'iPod mini si trovano il jack per collegare le cuffie e un connettore per le varie espansioni.
Come l'iPod, l'iPod mini supporta le codifiche MP3, AAC, WAV, AIFF, e Apple Lossless Encoding. È molto integrato con i computer Apple, infatti può sincronizzarsi con diversi programmi presenti nel sistema operativo. Il programma più importante è quello dedicato alla gestione della libreria musicale e infatti l'iPod, appena collegato, si sincronizza con iTunes e ovviamente si integra perfettamente con iTunes Music Store.

## Prima generazione
È stato presentato il 6 gennaio 2004 e pubblicato il 20 febbraio dello stesso anno. Disponibile nei colori argento, blu, verde, rosa e oro.

## Seconda generazione
Una seconda generazione è stata annunciata il 23 febbraio 2005 e rilasciata lo stesso giorno. Disponibile nei colori argento, blu, verde e rosa: non viene più prodotto nel colore oro.

## Polemiche
Inizialmente, l'iPod mini doveva essere disponibile in Europa per aprile, ma l'elevatissima domanda del mercato americano ha azzerato le scorte, costringendo Apple a posticipare la data di consegna in Europa a luglio. Questo ha creato malumori tra gli utenti Apple europei.